# Menander felsina
Menander felsina är en fjärilsart som beskrevs av William Chapman Hewitson 1863. Menander felsina ingår i släktet Menander och familjen Riodinidae. Inga underarter finns listade i Catalogue of Life.

## Bildgalleri

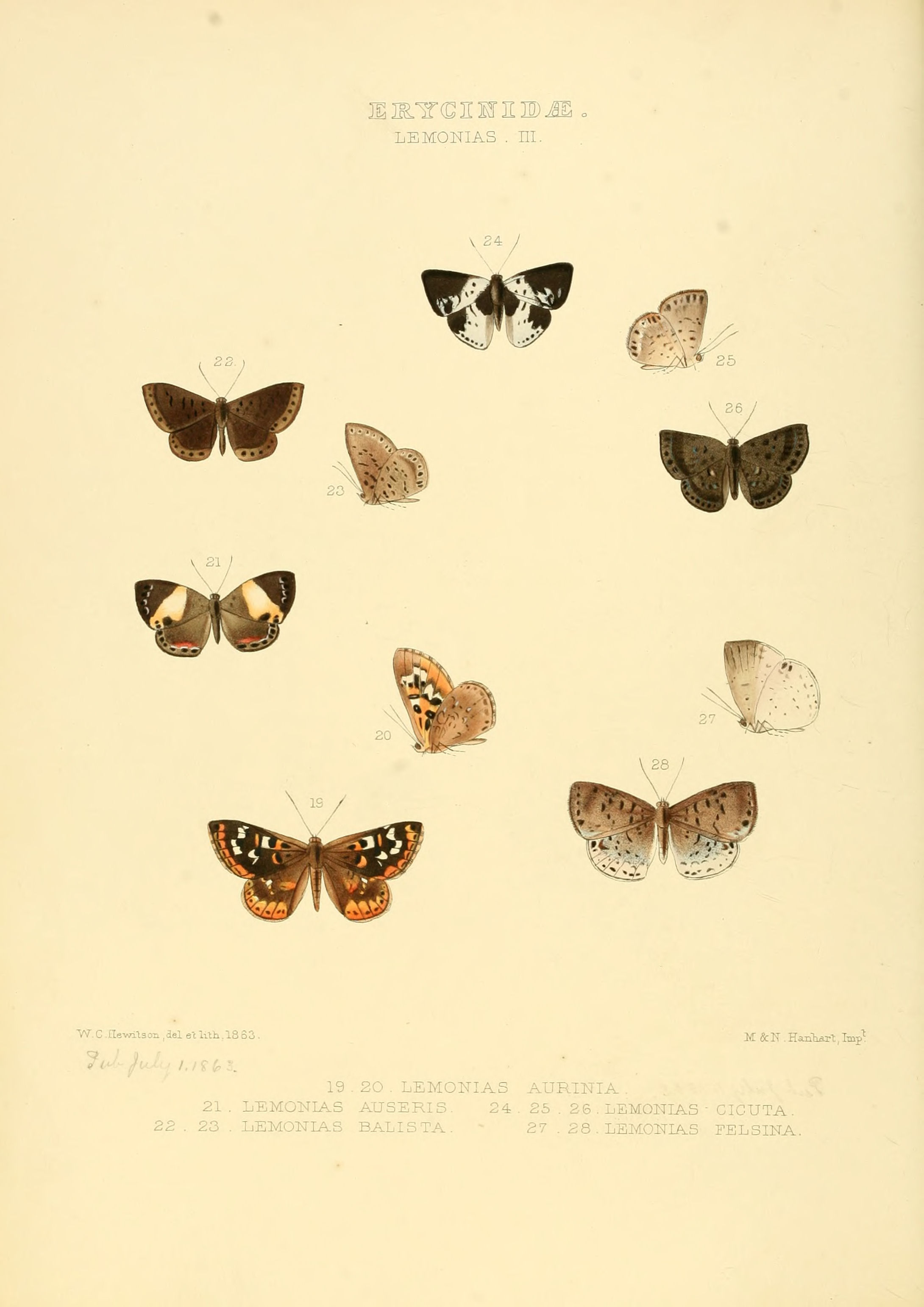